# 村田浩一
村田浩一（むらた　こういち、1952年 - ）は、獣医師、よこはま動物園園長（第２代）、日本動物園水族館協会会長（第17代）、日本大学生物資源科学部特任教授。神戸市出身。

## 来歴
- 1952年　神戸市生まれ。
- 1975年　宮崎大学 農学部 獣医学科卒業（獣医学士）
- 1978年6月　神戸市立王子動物園勤務（飼育係兼獣医師、～2001年3月）
- 1992年　世界野生動物獣医師協会理事
- 1998年9月　博士（獣医学・岐阜大学）[1]
- 2001年4月　日本大学生物資源科学部 助教授（～2004年3月）
- 2004年4月　日本大学生物資源科学部 教授（～2018年3月）
- 2007年6月　日本野生動物医学会 会長（～2013年3月）
- 2011年7月　よこはま動物園 園長・横浜市繁殖センター 担当部長[2]
- 2015年　国際獣疫事務局（World Organisation for Animal Health）野生生物ワーキンググループ委員
- 2018年4月　日本大学生物資源科学部 特任教授[3]
- 2020年2月　環境省外来生物法施行状況評価検討会委員[4]
- 2022年5月　公益社団法人日本動物園水族館協会 会長[5][6]

## 受賞歴
- 1989年　日本動物園水族館協会技術研究表彰
- 1990年　日本動物園水族館協会技術研究表彰
- 2013年5月　日本動物園水族館協会技術研究表彰
- 2016年9月　第一回日本野生動物医学会学会賞
- 2018年9月　2018年度日本野生動物医学会論文賞

## 主な編著監修書
- 動物園学（村田浩一、楠田哲士共著）
- 動物園動物管理学（共訳）
- 動物園学入門（村田浩一、成島悦雄、原久美子共著）
- 野生動物の医学（中川志郎、成島悦雄、宮下実、村田浩一共著）